# Freaky (film)
Cet article concerne le film de Christopher Landon. Pour le single de Kumi Kōda, voir Freaky.
Pour plus de détails, voir Fiche technique et Distribution.
Freaky, ou Bizarre au Québec, est une comédie horrifique américaine réalisée par Christopher Landon et sortie en 2020.

## Synopsis
Millie Kessler, une lycéenne de dix-sept ans, est loin d'être populaire ou à la pointe de la mode. Les autres élèves du lycée Blissfield High se font un malin plaisir à se moquer d'elle. Un soir de match où elle officie en tant mascotte, elle devient la cible de Barney Garris, alias le « Boucher », un tueur en série qui sévit dans sa ville. Néanmoins, la dague ancienne qu'utilise ce dernier déclenche quelque chose de surnaturel et les fait échanger de corps.
Millie découvre qu'elle a une journée pour récupérer son corps avant que l'échange ne devienne permanent. Bien qu'aidée par ses amis, la situation ne va pas être facile maintenant qu'elle a l'apparence d'un tueur recherché. Parallèlement, Barney va profiter d'être dans le corps de Millie pour continuer sa vague meurtrière et préparer un véritable carnage.

## Fiche technique
Sauf indication contraire, les informations mentionnées dans cette section peuvent être confirmées par la base de données cinématographiques IMDb,  présente dans la section « Liens externes ».
- Titre original et français : Freaky
- Titre québécois : Bizarre[1]
- Titre de travail : Freaky Friday the 13th[2]
- Réalisation : Christopher Landon
- Scénario : Christopher Landon et Michael Kennedy
- Décors : Hillary Andujar
- Costumes : Whitney Anne Adams
- Photographie : Laurie Rose
- Montage : Ben Baudhuin
- Musique : Bear McCreary
- Production : Jason Blum et Adam Hendricks
  - Producteurs délégués : Greg Gilreath et Zac Locke
- Sociétés de production : Blumhouse Productions et Divide/Conquer
- Société de distribution : Universal Pictures
- Budget : 5 millions de dollars[3]
- Pays d'origine :  États-Unis
- Langue originale : anglais
- Format : couleur — 2,39:1
- Genre : comédie horrifique, thriller
- Durée : 101 minutes
- Dates de sortie :
  - États-Unis : 8 octobre 2020 (avant-première au Beyond Fest) ; 13 novembre 2020 (cinéma) ; 4 décembre 2020 (vidéo à la demande)
  - Canada / Québec : 13 novembre 2020
  - France : 23 juin 2021
- Classification :
  - États-Unis : R - Restricted (Interdit aux moins de 17 ans non accompagné d'un adulte)
  - Québec : 13 ans +
  - France : Interdit aux moins de 12 ans
  - Belgique : Potentiellement préjudiciable jusqu'à 16 ans

## Distribution
- Kathryn Newton (VF : Zina Khakhoulia ; VQ : Ludivine Reding) : Millie Kessler
- Vince Vaughn (VF : Bruno Magne ; VQ : Daniel Picard) : Barney Garris
- Celeste O'Connor (VF : Cerise Calixte ; VQ : Marilou Martineau) : Nyla Chones
- Misha Osherovich (VF : Julien Crampon ; VQ : Nicolas Bacon) : Josh Detmer
- Uriah Shelton (VF : Maxime Baudouin) : Booker Strode
- Katie Finneran (VF : Rafaèle Moutier ; VQ : Julie Burroughs) : Coral Kessler
- Dana Drori (VF : Ingrid Donnadieu ; VQ : Jessica Léveillée-Lemay) : Charlene Kessler
- Alan Ruck (VF : Jean-Philippe Puymartin) : M. Bernardi
- Melissa Collazo (VF : Claire Baradat ; VQ : Eve Mangin) : Ryler

Version française réalisée par Les studios de Saint-Ouen ; direction artistique : Pauline Brunel ; adaptation des dialogues : Clémentine Blayo ; enregistrement : Thomas Dupart ; mixage : Hamid Naghibi ; montage : Eric Dussollier Source et légende : version québécoise (VQ) sur Doublage.qc.ca 

## Production

### Développement
En août 2019, il est annoncé que Christopher Landon va collaborer une nouvelle fois avec Jason Blum et sa société Blumhouse Productions pour une nouvelle comédie horrifique dont il sera le réalisateur et le scénariste. Lors de l'annonce, très peu de détails sur le projet sont dévoilés hormis que l'intrigue se déroulera dans une petite ville.
Certains journalistes annoncent alors qu'il pourrait s'agir d'un reboot de la franchise Scream. Néanmoins, Christopher Landon confirmera plus tard que le projet n'a aucun lien avec Scream et qu'il s'agira en réalité d'une histoire inspirée du roman Freaky Friday. Le titre de travail du film est d'ailleurs Freaky Friday the 13th lors de sa production.

### Attribution des rôles
Peu après l'annonce, Vince Vaughn et Kathryn Newton rejoignent le projet. En octobre 2019, ils sont rejoints par Uriah Shelton, Alan Ruck, Katie Finneran, Celeste O'Connor et Misha Osherovich.

### Tournage
Le tournage débute le 21 octobre 2019 et s'est terminé le 12 décembre 2019 dans l'État de Géorgie. Il a duré trente-cinq jours.

## Sortie
Aux États-Unis, le film a été diffusé en avant-première au Beyond Fest de Los Angeles où il a été diffusé dans un ciné-parc en raison de la fermeture des salles de cinéma dans la région due à la pandémie de Covid-19. Sa sortie en salle est prévue pour le 13 novembre 2020 suivi par une sortie en vidéo à la demande avancée le 4 décembre 2020, également en réponse à la fermeture des salles.
En France, le film était initialement prévue le 23 décembre 2020, avant d'être avancée au 11 novembre 2020, prenant place du blockbuster Mourir peut attendre. Néanmoins, Universal Pictures retire le film de son planning de sortie français quelques semaines plus tard, sans préciser la raison mais qui pourrait être liée au couvre-feu ou au confinement mis en place par le gouvernement en réponse à la pandémie. En novembre 2020, le studio annonce une nouvelle date de sortie pour le film en France, le 20 janvier 2021. En fin décembre 2020, le studio annonce un nouveau report du film en France, mais indéfiniment. Au mois de mars, le film est repoussé au 12 mai 2021, sous réserve de réouvertures des salles de cinémas françaises. Il est une nouvelle fois repoussé au 9 juin 2021 à la suite de l’annonce du gouvernement en France. Il est encore une fois repoussé de deux semaines au 23 juin 2021 pour éviter plusieurs concurrences comme Conjuring : Sous l’emprise du Diable.

## Accueil

### Critiques
Aux États-Unis, le film reçoit des critiques majoritairement positives. Sur le site agrégateur de critiques Rotten Tomatoes, il obtient un score de 85 % de critiques positives, avec une note moyenne de 6,90/10 sur la base de 121 critiques positives et 22 négatives, lui permettant d'obtenir le statut « Frais », le certificat de qualité du site. Le consensus critique établi par le site résume que le film est « un slasher divertissant avec un échange de corps comme retournement de situation (...) cette comédie horrifique jongle avec les genres pour un résultat amusant ». Sur Metacritic, il obtient un score de 66/100 sur la base de 32 critiques collectées.

### Box-office
| Pays ou région    | Box-office   | Date d'arrêt du box-office | Nombre de semaines |
| ----------------- | ------------ | -------------------------- | ------------------ |
| États-Unis Canada | 9 030 855 $  | 22 novembre 2020           | en cours,          |
| Mondial           | 15 920 855 $ | 22 novembre 2020           | en cours,          |

En raison de la pandémie de Covid-19, le box-office du film a été touché dans plusieurs pays :
- Aux États-Unis, le film sera proposé en vidéo à la demande à partir du 4 décembre 2020, soit moins de trois semaines après le début de son exploitation. Il continuera d'être diffusé dans les salles de cinémas, néanmoins, les chiffres qu'il réalisera en vidéo à la demande ne seront pas comptabilisé au box-office[12].
- Dans plusieurs pays, la sortie du film a été affectée par les fermetures des cinémas décidées par plusieurs gouvernements[19].

## Suite
En novembre 2020, le réalisateur Christopher Landon a répondu à un fan sur Twitter qui a demandé si Freaky et Happy Birthdead se déroulaient dans le même monde, déclarant: « Ils partagent définitivement le même ADN et il y a de fortes chances que Millie et Tree se heurtent l'un l'autre un jour. " Le producteur Jason Blum a également exprimé son désir d'un Freaky.